# Ana Margarida Arruda
Ana Margarida Arruda (Porto, Portugal, 1955) és una historiadora i arqueòloga portuguesa especialitzada en l'Arqueologia fenici-púnica.
Es va llicenciar en Història el 1978 en la Facultat de Lletres de la Universitat de Lisboa, on es va doctorar en Arqueologia en 2000 i on treballa com a professora i investigadora des del 1993, havent estat col·laborant en qualitat de professora o investigadora en diferents moments en altres centres com la Universitat Complutense de Madrid, la Universitat de Sevilla o la Universitat Pompeu i Fabra de Barcelona a Espanya i les universitats de Tolosa de Llenguadoc i de Paris 1 (La Sorbona) a França.
La professora Arruda ha participat o estudiat en profunditat la majoria de les excavacions que s'han fet a Portugal en aquest horitzó cultural i és experta en la colonització fenícia, com els jaciments arqueològics de Santa Olaia, Abul, Alcaçova de Santarém, Castelo de Castro Marim, Conímbriga, Setúbal, entre d'altres.
La Doctora Arruda defensa la presència fenícia a Portugal des de l'inici del mil·lenni abans de Crist, de caràcter eminentment litoral, assenyalant la major antiguitat dels jaciments de Santarém i Conímbriga respecte als de Santa Olaia i Abul, motivada especialment pel comerç, sense descartar la recerca dels recursos metal·lúrgics de Portugal, encara que no descarta la proposta del professor Francisco José Moreno Arrastio sobre l'interès fenici pel reclutament d'esclaus, cosa que generaria desigualtats regionals i asimetries culturals entre indígenes i colonitzadors, adherint-se a les tesis del professor Fernando López Pardo, sobre factories, colònies i barris orientals en poblats indígenes. Encara que rebutja les tesis de colonització agrícola de Carlos González Wagner i Jaime Alvar Ezquerra per a la forma de colonització fenícia a Portugal.